# Rott (Bajorország)
Rott település Németországban, azon belül Bajorországban. Lakosainak száma 1763 fő (2023. december 31.). Rott Wessobrunn és Apfeldorf községekkel határos.

## Népesség
A település népessége az elmúlt években az alábbi módon változott:
| Lakosok száma | 547  | 991  | 955  | 1018 | 1480 | 1539 | 1596 | 1606 | 1722 | 1763 |
|               | 1875 | 1950 | 1975 | 1987 | 2012 | 2014 | 2016 | 2017 | 2021 | 2023 |